# Università di Helsinki
L'Università di Helsinki (Helsingin Yliopisto/Helsingfors Universitet) è l'università della capitale della Finlandia.

## Storia
È stata trasferita nel 1829 a Helsinki dalla sua sede originale di Åbo, in cui venne fondata nel 1640 da Cristina di Svezia come accademia reale.
È una delle maggiori università multidisciplinari del Nord Europa, con oltre trentottomila studenti e un forte orientamento alla ricerca di base.